# Okręty Marynarki Wojennej wycofane do 1946 roku
Okręty Marynarki Wojennej wycofane do 1946 roku – lista zawierająca wykaz okrętów, które zostały wycofane z eksploatacji w Marynarce Wojennej oraz Flotylli Rzecznej Marynarki Wojennej do 1946 roku.

## Okręty Marynarki Wojennej

### Okręty podwodne
| Projekt   | Wyporność (tony)             | Długość (metry) | Zdjęcie    | Okręt           | Wejście do służby    | Wycofanie ze służby | Uwagi | Przypisy    |
| --------- | ---------------------------- | --------------- | ---------- | --------------- | -------------------- | --- | --- | ----------- |
| typ Wilk  | nawodna: 980 podwodna: 1248  | 77,95           |            | ORP „Wilk”      | 31 października 1931 | 28 września 1946 | | [ 1 ] [ 2 ] |
| typ Orzeł | nawodna: 1110 podwodna: 1473 | 84,0            |            | ORP „Orzeł”     | 2 lutego 1939        | 11 czerwca 1940 | Okręt zaginął wraz z całą załogą podczas patrolu na Morzu Północnym na przełomie maja i czerwca 1940 roku. | [ 3 ] [ 4 ] |
| typ U     | nawodna: 540 podwodna: 735   | 58,6            |            | ORP „Sokół”     | 19 stycznia 1941     | 27 lipca 1946 | Wydzierżawiony przez Polską Marynarkę Wojenną, po zakończeniu działań wojennych został zwrócony Royal Navy, po czym zezłomowany w 1949 roku. | [ 5 ] [ 6 ] |
| typ U     | nawodna: 540 podwodna: 735   | 58,6            | ORP „Dzik” | 12 grudnia 1942 | 25 lipca 1946        | Wydzierżawiony przez Polską Marynarkę Wojenną, po zakończeniu działań wojennych został zwrócony Royal Navy, po czym przekazany marynarce duńskiej. W październiku 1957 roku ostatecznie powrócił do Royal Navy i w kwietniu 1958 roku został zezłomowany. | [ 5 ] [ 7 ] |             |
| typ S-1   | nawodna: 800 podwodna: 1062  | 66,0            |            | ORP „Jastrząb”  | 4 listopada 1941     | 2 maja 1942 | Okręt w latach 1923–1941 służył w United States Navy jako USS „S-25”. Okręt został przekazany Wielkiej Brytanii w ramach pomocy wojennej na podstawie ustawy Lend Lease, a przez tę ostatnią wydzierżawiony Polskiej Marynarce Wojennej. Został zatopiony na Morzu Norweskim 2 maja 1942 roku. | [ 8 ] [ 9 ] |

### Krążowniki
| Projekt | Wyporność (tony)              | Długość (metry) | Zdjęcie      | Okręt               | Wejście do służby | Wycofanie ze służby | Uwagi | Przypisy                           |
| ------- | ----------------------------- | --------------- | ------------ | ------------------- | ----------------- | --- | --- | ---------------------------------- |
| typ D   | standardowa: 4276 pełna: 5603 | 146,5           |              | ORP „Dragon”        | 15 stycznia 1943  | 16 lipca 1944 | Okręt przekazany został Polskiej Marynarce Wojennej 15 stycznia 1943 roku, wprowadzony do służby w Royal Navy jako „HMS Dragon” 16 sierpnia 1918 roku. 8 lipca 1944 r. trafiony przez niemiecką żywą torpedę Neger. Z powodu zniszczeń oraz nieopłacalności remontu przeznaczony do zatopienia jako uzupełnienie falochronu sztucznego portu u wybrzeży francuskich. Samozatopienie nastąpiło 20 lipca w linii głównego falochronu portu „Mulberry” w rejonie odcinka „Sword”. | [ 10 ] [ 11 ] [ 12 ] [ 13 ] [ 14 ] |
| typ D   | standardowa: 4276 pełna: 5603 | 146,5           | ORP „Conrad” | 4 października 1944 | 28 września 1946  | Otrzymany od strony brytyjskiej po stracie krążownika ORP „Dragon”. Jednostkę wprowadzono do służby 22 czerwca 1918 roku jako HMS „Danae”. „Conrad” został zwrócony Brytyjczykom w 1946 roku, gdzie powrócił pod dawną nazwę służąc w Royal Navy do 1948 roku. | [ 13 ] [ 14 ] [ 15 ] |                                    |

### Niszczyciele
| Projekt        | Wyporność (tony)                 | Długość (metry) | Zdjęcie        | Okręt            | Wejście do służby | Wycofanie ze służby | Uwagi | Przypisy                    |
| -------------- | -------------------------------- | --------------- | -------------- | ---------------- | ----------------- | --- | --- | --------------------------- |
| typ Wicher     | standardowa: 1400 pełna: 1910    | 106,9           |                | ORP „Wicher”     | 8 lipca 1930      | 3 września 1939 | Zatopiony przez niemieckie lotnictwo 3 września 1939 roku. | [ 16 ] [ 17 ]               |
| typ Grom       | standardowa: 2011 normalna: 2138 | 114,0           |                | ORP „Grom”       | 28 maja 1937      | 4 maja 1940 | Zatopiony 4 maja 1940 roku przez samolot niemiecki w Rombakkenfjordzie pod Narwikiem. | [ 18 ] [ 19 ] [ 20 ]        |
| typ G          | standardowa: 1335 pełna: 1854    | 98,5            |                | ORP „Garland”    | 3 maja 1940       | 24 września 1946 | W latach 1936–1940 służył w Royal Navy jako HMS „Garland”. Wydzierżawiony polskiej Marynarce Wojennej, gdzie służył jako ORP „Garland”. 24 września 1946 roku niszczyciel został zwrócony Royal Navy, która rok później sprzedała go Koninklijke Marine, gdzie Pod nazwą „Marnix” służył w latach 1949–1964.                      | [ 21 ] [ 22 ] [ 23 ] [ 24 ] |
| typ Bourrasque | standardowa: 1319 pełna: 1727    | 105,8           |                | OF „Ouragan”     | 18 lipca 1940     | 30 kwietnia 1941 | Okręt wypożyczono Marynarce Wojennej, w 1941 roku został zwrócony Marine nationale. | [ 25 ] [ 26 ] [ 27 ]        |
| typ N          | standardowa: 1773 pełna: 2384    | 108,69          |                | ORP „Piorun”     | 5 listopada 1940  | 28 września 1946 | 4 listopada 1940 roku został przekazany polskiej Marynarce Wojennej w zamian za utracony pod Narwikiem niszczyciel ORP „Grom”. W 1946 roku został zwrócony brytyjskiej marynarce wojennej, w której do 1955 roku służył pod nazwą HMS „Noble”.                                                                                    | [ 28 ] [ 29 ] [ 30 ]        |
| typ Hunt II    | standardowa: 1050 pełna: 1490    | 85,3            |                | ORP „Krakowiak”  | 28 maja 1941      | 1946 | Przed wejściem do służby brytyjskiej jako HMS „Silverton”, 20 kwietnia 1941 okręt przekazano Polskiej Marynarce Wojennej. 22 maja 1941 podniesiono na nim polską banderę i nadano nazwę ORP „Krakowiak”, 28 września 1946 okręt został zwrócony Brytyjczykom i wszedł do służby w Royal Navy pod pierwotną nazwą HMS „Silverton”. | [ 31 ] [ 32 ]               |
| typ Hunt II    | standardowa: 1050 pełna: 1490    | 85,3            | ORP „Kujawiak” | 30 maja 1941     | 16 czerwca 1942   | Budowany dla Royal Navy jako HMS „Oakley”, został 30 maja 1941 roku przekazany Polskiej Marynarce Wojennej. W nocy z 15 na 16 czerwca 1942 roku, zatonął na minie w pobliżu La Valetty na Malcie. | [ 31 ] [ 32 ] [ 33 ] [ 34 ] |                             |
| typ Hunt II    | standardowa: 1050 pełna: 1490    | 85,3            | ORP „Ślązak”   | 30 kwietnia 1942 | 28 września 1946  | Budowany dla Royal Navy jako HMS „Bedale”, przekazany Polskiej Marynarce Wojennej. W1946 roku okręt został zwrócony Wielkiej Brytanii, w maju 1953 roku został przekazany marynarce indyjskiej, gdzie służył jako „Godavari”. W 1976 roku wszedł na mieliznę w rejonie Malediwów – po tym wydarzeniu okręt skreślono z listy floty i oddano na złom. | [ 31 ] [ 32 ] |                             |
| typ M          | standardowa: 1920 pełna: 2661    | 110,5           |                | ORP „Orkan”      | 18 listopada 1942 | 8 października 1943 | Okręt budowano początkowo dla Royal Navy jako HMS „Myrmidon”. W 1942 roku wypożyczony został Marynarce Wojennej, zatopiony torpedą akustyczną G7es przez niemiecki okręt podwodny U-378. | [ 35 ] [ 36 ] [ 37 ]        |

### Torpedowce
| Projekt   | Wyporność (tony)            | Długość (metry) | Zdjęcie          | Okręt                | Wejście do służby | Wycofanie ze służby | Uwagi | Przypisy             |
| --------- | --------------------------- | --------------- | ---------------- | -------------------- | ----------------- | --- | --- | -------------------- |
| typ A 56  | standardowa: 330 pełna: 381 | 61,1            |                  | ORP „Krakowiak”      | 17 września 1921  | 27 października 1936 | Dawny niemiecki torpedowiec „A64” z czasów I wojny światowej. | [ 38 ] [ 39 ] [ 40 ] |
| typ A 56  | standardowa: 330 pełna: 381 | 61,1            | ORP „Ślązak”     | 15 października 1921 | 1938              | Dawny niemiecki torpedowiec „A59” z czasów I wojny światowej, od 1937 roku służył w Polskiej Marynarce Wojennej jako okręt-cel do ćwiczeń lotnictwa i jako taki pozbawiony był uzbrojenia. | [ 41 ] |                      |
| typ A 56  | standardowa: 330 pełna: 381 | 61,1            | ORP „Kujawiak”   | 17 września 1921     | 6 kwietnia 1939   | Dawny niemiecki „A68” z czasów I wojny światowej. Okręt został nabyty przez Marynarkę Wojenną z podziału okrętów Kaiserliche Marine po zakończeniu wojny. Okręt służył jako torpedowiec, a następnie jako okręt maszynowy, szkolny okręt artyleryjski i pływający zapasowy zbiornik ropy.                          | [ 42 ] |                      |
| typ A 56  | standardowa: 330 pełna: 381 | 61,1            | ORP „Podhalanin” | 1924                 | 12 kwietnia 1938  | Dawny niemiecki „A80” z czasów I wojny światowej. Okręt został nabyty przez Marynarkę Wojenną z podziału okrętów Kaiserliche Marine po zakończeniu wojny. Okręt służył jako torpedowiec, następnie jako pływająca cysterna.                                                                                        | [ 43 ] |                      |
| typ V 105 | standardowa: 340 pełna: 421 | 62,6            |                  | ORP „Kaszub”         | 17 września 1921  | 22 października 1925 | Dawny niemiecki „V 108” z czasów I wojny światowej. Okręt został nabyty przez Marynarkę Wojenną z podziału okrętów Kaiserliche Marine po zakończeniu wojny. Zatonął w wyniku wybuchu kotła 20 lipca 1925 roku. | [ 44 ] [ 45 ]        |
| typ V 105 | standardowa: 340 pełna: 421 | 62,6            | ORP „Mazur”      | 2 sierpnia 1922      | 1 września 1939   | Początkowo służył jako torpedowiec, następnie od 1931 roku jako szkolny okręt artyleryjski; dawny niemiecki „V 105” z czasów I wojny światowej. Okręt został nabyty przez Marynarkę Wojenną z podziału okrętów Kaiserliche Marine po zakończeniu wojny. Zatopiony 1 września 1939 roku przez niemieckie lotnictwo. | [ 46 ] [ 47 ] [ 48 ] |                      |

### Stawiacze min
| Wyporność (tony)  | Długość (metry) | Zdjęcie | Okręt      | Wejście do służby | Wycofanie ze służby | Uwagi | Przypisy             |
| ----------------- | --------------- | ------- | ---------- | ----------------- | ------------------- | --- | -------------------- |
| standardowa: 2227 | 103,2           |         | ORP „Gryf” | 27 lutego 1938    | 3 września 1939     | Zacumowany na stałe w porcie helskim, rankiem 3 września uczestniczył w pojedynku artyleryjskim z niemieckimi niszczycielami. Tego samego dnia został zbombardowany i zatopiony przez lotnictwo niemieckie. | [ 49 ] [ 50 ] [ 51 ] |

### Trałowce
| Projekt      | Wyporność (tony)            | Długość (metry) | Zdjęcie        | Okręt            | Wejście do służby     | Wycofanie ze służby | Uwagi                                            | Przypisy                    |
| ------------ | --------------------------- | --------------- | -------------- | ---------------- | --------------------- | --- | ------------------------------------------------ | --------------------------- |
| typ FM       | pełna: 193                  | 43,0            |                | ORP „Czajka”     | 1 marca 1921          | 12 października 1931 | Dawny niemiecki trałowiec „FM 28”.               | [ 52 ] [ 53 ] [ 54 ] [ 52 ] |
| typ FM       | pełna: 193                  | 43,0            | ORP „Rybitwa”  | 1 marca 1921     | 12 października 1931  | Dawny niemiecki trałowiec „FM 2”. |                                                  | [ 52 ] [ 53 ] [ 54 ] [ 52 ] |
| typ FM       | pełna: 193                  | 43,0            | ORP „Jaskółka” | 1 marca 1921     | 12 października 1931  | Dawny niemiecki trałowiec „FM 27”. |                                                  | [ 52 ] [ 53 ] [ 54 ] [ 52 ] |
| typ FM       | pełna: 193                  | 43,0            | ORP „Mewa”     | 1 marca 1921     | 14 września 1939 roku | Dawny niemiecki trałowiec „FM 31”. W 1932 roku został przebudowany na okręt hydrograficzny ORP „Pomorzanin”, zatopiony 14 września 1939. |                                                  | [ 52 ] [ 53 ] [ 54 ] [ 52 ] |
| typ Jaskółka | standardowa: 183 pełna: 203 | 45,0            |                | ORP „Jaskółka”   | 27 sierpnia 1935      | 14 września 1939 | Zatopiony przez Luftwaffe 14 września 1939 roku. | [ 55 ] [ 56 ] [ 57 ]        |
| typ Jaskółka | standardowa: 183 pełna: 203 | 45,0            | ORP „Czapla”   | 31 sierpnia 1939 | 14 września 1939      | Nieukończony wziął udział w kampanii wrześniowej, w czasie której został zatopiony przez niemieckie lotnictwo 14 września 1939.          | [ 55 ] [ 57 ]                                    |                             |

### Kanonierki
| Projekt      | Wyporność (tony)            | Długość (metry) | Zdjęcie                   | Okręt                | Wejście do służby | Wycofanie ze służby | Uwagi | Przypisy      |
| ------------ | --------------------------- | --------------- | ------------------------- | -------------------- | ----------------- | --- | --- | ------------- |
| typ Wodoriez | standardowa: 350 pełna: 438 | 50,04           |                           | ORP „Generał Haller” | 17 kwietnia 1921  | 6 września 1939 | Zbudowany w Finlandii na zamówienie rosyjskiej carskiej marynarki wojennej. Nieukończony okręt został przejęty w 1917 roku przez Finów, a następnie w 1920 roku sprzedany polskiej marynarce wojennej. Zatopiony 6 września 1939 roku w porcie w Helu w wyniku bombardowania samolotów niemieckich. | [ 58 ] [ 59 ] |
| typ Wodoriez | standardowa: 350 pełna: 438 | 50,04           | ORP „Komendant Piłsudski” | 29 grudnia 1920      | 1939              | Zbudowany w Finlandii na zamówienie rosyjskiej carskiej marynarki wojenne. Przejęta przez Finów w 1917 roku i odsprzedana w 1920 roku polskiej Marynarce Wojennej. Prawdopodobnie samozatopiony w porcie w Helu. Wyremontowany przez Niemców, służył w Kriegsmarine do września 1943 roku. Zatopiony w wyniku nalotu bombowego w porcie w Nantes. | [ 58 ] [ 59 ] |               |

### Ścigacze

#### Ścigacze torpedowe
| Wyporność (tony angielskie) | Długość (metry) | Zdjęcie  | Okręt                | Wejście do służby    | Wycofanie ze służby  | Uwagi                                                                                       | Przypisy      |
| --------------------------- | --------------- | -------- | -------------------- | -------------------- | -------------------- | ------------------------------------------------------------------------------------------- | ------------- |
| standardowa: 40 pełna: 50   | 21,87           |          | ORP S-4              | 5 lipca 1943         | 18 kwietnia 1944     | Przekazany Marynarce Wojennej przez Royal Navy, w późniejszym czasie zwrócony Brytyjczykom. | [ 60 ]        |
| standardowa: 39 pełna: 46,7 | 22,3            |          | ORP S-5              | 3 maja 1944          | 15 października 1945 | Przekazane Marynarce Wojennej przez Royal Navy, w późniejszym czasie zwrócone Brytyjczykom. | [ 60 ] [ 61 ] |
| standardowa: 39 pełna: 46,7 | 22,3            | ORP S-6  | 10 lipca 1944        | 11 października 1945 |                      | Przekazane Marynarce Wojennej przez Royal Navy, w późniejszym czasie zwrócone Brytyjczykom. | [ 60 ] [ 61 ] |
| standardowa: 39 pełna: 46,7 | 22,3            | ORP S-7  | 30 lipca 1944        | 15 października 1945 |                      | Przekazane Marynarce Wojennej przez Royal Navy, w późniejszym czasie zwrócone Brytyjczykom. | [ 60 ] [ 61 ] |
| standardowa: 39 pełna: 46,7 | 22,3            | ORP S-8  | 19 września 1944     | 15 października 1945 |                      | Przekazane Marynarce Wojennej przez Royal Navy, w późniejszym czasie zwrócone Brytyjczykom. | [ 60 ] [ 61 ] |
| standardowa: 39 pełna: 46,7 | 22,3            | ORP S-9  | 26 października 1944 | 15 października 1945 |                      | Przekazane Marynarce Wojennej przez Royal Navy, w późniejszym czasie zwrócone Brytyjczykom. | [ 60 ] [ 61 ] |
| standardowa: 39 pełna: 46,7 | 22,3            | ORP S-10 | 31 października 1944 | 15 października 1945 |                      | Przekazane Marynarce Wojennej przez Royal Navy, w późniejszym czasie zwrócone Brytyjczykom. | [ 60 ] [ 61 ] |

#### Ścigacze artyleryjskie
| Wyporność (tony angielskie) | Długość (metry) | Zdjęcie | Okręt   | Wejście do służby    | Wycofanie ze służby | Uwagi | Przypisy |
| --------------------------- | --------------- | ------- | ------- | -------------------- | ------------------- | --- | -------- |
| standardowa: 35 pełna: 38,5 | 22,86           |         | ORP S-1 | 15 października 1940 | 21 lutego 1944      | Zamówiony przed wybuchem wojny dla Marynarki Wojennej w stoczni J. Samuel White w Cowes. Przejęty w 1940 roku, działał pod polską banderą do 1944 roku, kiedy został wycofany z powodu zużycia. | [ 62 ]   |
| standardowa: 24 pełna: 31   | 19,2            |         | ORP S-2 | 19 lipca 1940        | 5 lipca 1944        | Przejęty przez Marynarkę Wojenną w 1940 roku, wycofany w 1944 z powodu zużycia. | [ 62 ]   |
| standardowa: 24 pełna: 31   | 19,2            |         | ORP S-3 | 28 lipca 1940        | 20 maja 1943        | Przejęty przez Marynarkę Wojenną w 1940 roku, wycofany w 1943 z powodu zużycia. | [ 62 ]   |

#### Ścigacze okrętów podwodnych
| Wyporność (tony) | Długość (metry) | Zdjęcie  | Okręt         | Wejście do służby | Wycofanie ze służby | Uwagi | Przypisy |
| ---------------- | --------------- | -------- | ------------- | ----------------- | ------------------- | --- | -------- |
| 137              | 37,1            |          | OF Ch 11      | 19 lipca 1940     | 5 lutego 1941       | Przejęte przez Brytyjczyków po upadku Francji. Obsadzone przez polskie załogi w 1940 roku. Zwrócone Marine nationale. | [ 63 ]   |
| 137              | 37,1            | OF Ch 15 | 19 lipca 1940 | 5 lutego 1941     |                     | Przejęte przez Brytyjczyków po upadku Francji. Obsadzone przez polskie załogi w 1940 roku. Zwrócone Marine nationale. | [ 63 ]   |

### Patrolowce
| Wyporność (tony) | Długość (metry) | Zdjęcie      | Okręt         | Wejście do służby | Wycofanie ze służby  | Uwagi | Przypisy |
| ---------------- | --------------- | ------------ | ------------- | ----------------- | -------------------- | --- | -------- |
| bd.              | 72,3            |              | OF „Médoc”    | 18 lipca 1940     | 21 października 1940 | Patrolowce pomocnicze przejęte przez Brytyjczyków po upadku Francji. Obsadzone przez polskie załogi w 1940 roku. Ze względu nma zły stan techniczny zwrócone Royal Navy. | [ 64 ]   |
| bd.              | 72,3            | OF „Pomerol” | 18 lipca 1940 | 8 stycznia 1941   |                      | Patrolowce pomocnicze przejęte przez Brytyjczyków po upadku Francji. Obsadzone przez polskie załogi w 1940 roku. Ze względu nma zły stan techniczny zwrócone Royal Navy. | [ 64 ]   |

### Okręty hydrograficzne
| Wyporność (tony) | Długość (metry) | Zdjęcie | Okręt            | Wejście do służby | Wycofanie ze służby | Uwagi | Przypisy |
| ---------------- | --------------- | ------- | ---------------- | ----------------- | ------------------- | --- | -------- |
| 220              | 36,0            |         | ORP „Pomorzanin” | 1 maja 1920       | 25 lutego 1922      | eks-„Deutschland”, niemiecki statek pasażerski zbudowany w 1893. Był pierwszym okrętem polskiej Marynarki Wojennej na Bałtyku. | [ 65 ]   |

### Okręty szkolne
| Wyporność (tony) | Długość (metry) | Zdjęcie | Okręt        | Wejście do służby | Wycofanie ze służby | Uwagi | Przypisy             |
| ---------------- | --------------- | ------- | ------------ | ----------------- | ------------------- | --- | -------------------- |
| 7995             | 130             |         | ORP „Bałtyk” | 30 lipca 1927     | 19 września 1939    | W 1927 roku został zakupiony przez polską Marynarkę Wojenną, jako hulk szkolny. Był pierwszym polskim okrętem noszącym nazwę ORP „Bałtyk” i największym okrętem, jaki kiedykolwiek służył w PMW. Po wybuchu II wojny światowej został przejęty przez Niemców i po krótkim okresie wykorzystywania, złomowany do 1942 roku. | [ 66 ] [ 67 ] [ 68 ] |
| 8400             | 107,9           |         | ORP „Wilia”  | 8 sierpnia 1925   | 1940                | Przekazany Polskiej Marynarce Handlowej w 1940 roku, zatopiony w 1944 jako część falochronu u wybrzeży Normandii. | [ 69 ] [ 70 ] [ 71 ] |

### Innego przeznaczenia
| Wyporność (tony) | Długość (metry) | Zdjęcie | Okręt                     | Wejście do służby | Wycofanie ze służby | Uwagi                                                               | Przypisy |
| ---------------- | --------------- | ------- | ------------------------- | ----------------- | ------------------- | ------------------------------------------------------------------- | -------- |
| 2450             | 96,9            |         | ORP „Sławomir Czerwiński” | 15 listopada 1932 | 25 września 1937    | Dawny statek pasażerski używany jako okręt-baza okrętów podwodnych. | [ 72 ]   |
| 6100 BRT         | 80,0            |         | ORP „Warta”               | 3 czerwca 1924    | 22 kwietnia 1927    | Transportowiec Marynarki Wojennej.                                  | [ 73 ]   |
| 110              | 29,0            |         | ORP „Nurek”               | 1 listopada 1936  | 1 września 1939     | Okręt-baza nurków, zatopiony 1 września 1939 roku.                  | [ 74 ]   |
| 35               | 20              |         | „Nurek”                   | 1924              | 24 września 1936    | Okręt-baza nurków.                                                  | [ 75 ]   |

## Okręty Flotylli Rzecznej

### Monitory rzeczne
| Projekt | Wyporność (tony)              | Długość (metry) | Zdjęcie           | Okręt                | Wejście do służby    | Wycofanie ze służby                                                                                 | Uwagi | Przypisy                    |
| ------- | ----------------------------- | --------------- | ----------------- | -------------------- | -------------------- | --------------------------------------------------------------------------------------------------- | --- | --------------------------- |
| typ B   | standardowa 110,0 pełna 126,5 | 34,5            |                   | ORP „Warszawa”       | 13 sierpnia 1920     | 18 września 1939                                                                                    | Zatopiony przez załogę 18 września 1939, zdobyty i podniesiony przez Rosjan. Zatopiony w 1941 roku.                                              | [ 76 ] [ 77 ] [ 78 ] [ 79 ] |
| typ B   | standardowa 110,0 pełna 126,5 | 34,5            | ORP „Toruń”       | 13 sierpnia 1920     | 18 września 1939     | Zatopiony przez załogę 18 września 1939, zdobyty i podniesiony przez Rosjan. Zatopiony w 1941 roku. | [ 77 ] [ 78 ] [ 79 ] [ 80 ] |                             |
| typ B   | standardowa 110,0 pełna 126,5 | 34,5            | ORP „Pińsk”       | 20 października 1920 | 18 września 1939     | Zatopiony przez załogę 18 września 1939, zdobyty i podniesiony przez Rosjan. Zatopiony w 1941 roku. | [ 77 ] [ 78 ] [ 79 ] [ 80 ] |                             |
| typ B   | standardowa 110,0 pełna 126,5 | 34,5            | ORP „Horodyszcze” | 1921                 | 18 września 1939     | Zatopiony przez załogę 18 września 1939, zdobyty i podniesiony przez Rosjan. Zatopiony w 1941 roku. | [ 77 ] [ 78 ] [ 79 ] [ 80 ] |                             |
| 1923    | 70,3                          | 35,0            |                   | ORP „Kraków”         | 15 października 1926 | 21 września 1939                                                                                    | Zatopiony przez załogę, następnie podczas wojny w marynarce sowieckiej pod nazwą „Smoleńsk”, po czym został samozatopiony we wrześniu 1941 roku. | [ 81 ] [ 82 ]               |
| 1923    | 70,3                          | 35,0            | ORP „Wilno”       | 15 października 1926 | 18 września 1939     | Samozatopiony przez załogę we wrześniu 1939 roku.                                                   | [ 83 ] [ 84 ] |                             |

### Kanonierki rzeczne
| Wyporność (tony) | Długość (metry) | Zdjęcie    | Okręt           | Wejście do służby | Wycofanie ze służby | Uwagi                                   | Przypisy             |
| ---------------- | --------------- | ---------- | --------------- | ----------------- | --- | --------------------------------------- | -------------------- |
| 32               | 18,1            |            | „Zuchwała”      | 15 czerwca 1933   | 19 września 1939 | Zatopiona przez załogę 19 września 1939 | [ 80 ] [ 85 ] [ 86 ] |
| 32               | 18,1            | „Zawzięta” | 15 czerwca 1933 | 19 września 1939  | Zatopiona przez załogę 19 września 1939, podniesiona i przejęta przez Rosjan, zatopiona w 1941 roku. Złomowana w 1944 roku.               |                                         | [ 80 ] [ 85 ] [ 86 ] |
| 32               | 18,1            | „Zaradna”  | 1935            | 18 września 1939  | Zatopiona przez załogę 18 września 1939, podniesiona i przejęta przez Rosjan, następnie zajęta przez Niemców. Zatopiona 11 kwietnia 1942. |                                         | [ 80 ] [ 85 ] [ 86 ] |

### Statki uzbrojone
| Wyporność (tony) | Długość (metry) | Zdjęcie   | Okręt                    | Wejście do służby | Wycofanie ze służby | Uwagi | Przypisy |
| ---------------- | --------------- | --------- | ------------------------ | ----------------- | ------------------- | --- | -------- |
| 54               | 30,5            | Od lewej. | ORP „Generał Sikorski”   | marzec 1920       | 18 września 1939    | Samozatopiony we wrześniu 1939, wydobyty przez Rosjan, został wcielony do Flotylli Dnieprzańskiej pod nazwą „Bug”. Jednostka została zatopiona w lipcu 1941 roku na Dunaju. | [ 87 ]   |
| 114              | 36,0            |           | ORP „Hetman Chodkiewicz” | 1921              | 18 września 1939    | Samozatopiony we wrześniu 1939. | [ 87 ]   |
| 168              | 47,6            |           | ORP „Admirał Dickman”    | 1922              | 1937                | Przekształcony w okręt-cel. | [ 87 ]   |
| 163              | 41,6            |           | ORP „Generał Szeptycki”  | maj 1920          | 18 września 1939    | Samozatopiony przez załogę we wrześniu 1939, następnie przejęty przez Rosjan i zatopiony w 1941 roku. Podniesiony przez Niemców, wcielony został do Dnieprflottille.        | [ 87 ]   |

### Okręty sztabowe
| Wyporność (tony) | Długość (metry) | Zdjęcie | Okręt                   | Wejście do służby | Wycofanie ze służby | Uwagi | Przypisy      |
| ---------------- | --------------- | ------- | ----------------------- | ----------------- | ------------------- | --- | ------------- |
| 118              | 45,0            |         | ORP „Admirał Sierpinek” | 13 sierpnia 1920  | 18 września 1939    | Samozatopiony we wrześniu 1939, następnie wydobyty przez Rosjan w 1941 i wcielony do służby jako statek sztabowy „Pripjat” („Prypeć”). Po wybuchu wojny niemiecko-radzieckiej w czerwcu 1941 wycofany na Dniepr i tam zatopiony przez Luftwaffe. | [ 88 ] [ 89 ] |